# Discografia de Naughty by Nature
O grupo americano de hip hop Naughty by Nature lançou sete álbuns de estúdio, duas coletâneas e dezoito singles.

## Álbuns

### Álbuns de estúdio
| Independent Leaders (as The New Style)                                               | - Lançamento: 5 de dezembro de 1989 - Gravadora: RCA - Formatos: CD, LP, cassete, digital download               | —  | —  | —  | —  | —  | —  | —  | —   |                            |
| Naughty by Nature                                                                    | - Lançamento: 3 de setembro de 1991 (EUA) - Gravadora: Tommy Boy - Formatos: CD, LP, cassete, digital download   | 16 | 10 | —  | —  | —  | —  | —  | —   | - RIAA: Platina - MC: Ouro |
| 19 Naughty III                                                                       | - Lançamento: 23 de fevereiro de 1993 (EUA) - Gravadora: Tommy Boy - Formatos: CD, LP, cassete, digital download | 3  | 1  | 74 | 41 | 64 | 42 | 40 | 40  | - RIAA: Platina - MC: Ouro |
| Poverty's Paradise                                                                   | - Lançamento: 2 de maio de 1995 (EUA) - Gravadora: Tommy Boy - Formatos: CD, LP, cassete, digital download       | 3  | 1  | 37 | 39 | —  | 26 | 44 | 20  | - RIAA: Ouro               |
| Nineteen Naughty Nine: Nature's Fury                                                 | - Lançamento: 27 de abril de 1999 (EUA) - Gravadora: Arista - Formatos: CD, LP, cassete, digital download        | 22 | 9  | 43 | 94 | —  | —  | —  | 173 | - RIAA: Ouro               |
| IIcons                                                                               | - Lançamento: 7 de maio de 2002 (EUA) - Gravadora: TVT - Formatos: CD, LP, digital download                      | 15 | 5  | 77 | —  | —  | 17 | —  | —   |                            |
| Anthem Inc.                                                                          | - Laçamento: 13 de dezembro de 2011 (EUA) - Gravadora: E1 - Formatos: CD, digital download                       | —  | —  | —  | —  | —  | —  | —  | —   |                            |
| "—" denota que o disco não entrou nas paradas ou nao foi lançado naquele território. | |    |    |    |    |    |    |    |     |                            |

### Coletâneas
| Nature's Finest: Naughty by Nature's Greatest Hits                                   | - Lançamento: 9 de março de 1999 (US) - Gravadora: Tommy Boy - Formatos: CD, LP, cassete, digital download | 92 | 15 |
| Greatest Hits: Naughty's Nicest                                                      | - Lançamento: 10 de junho de 2003 (US) - Gravadora: Rhino - Formatos: CD, LP, digital download             | —  | —  |
| "—" denota que o disco não entrou nas paradas ou nao foi lançado naquele território. | |    |    |

### Mixtapes
| Título                         | Detalhes                                                                                    |
| ------------------------------ | ------------------------------------------------------------------------------------------- |
| Naughty by Nature: Tha Mixtape | - Lançamento: 21 de setembro de 2010 (EUA) - Gravadora: Illtown - Formato: Digital download |

## Singles
| Título                                                                               | Ano  | Pico | Pico   | Pico   | Pico | Pico | Pico | Pico | Pico | Pico | Certificações                | Álbum                                |
| Título                                                                               | Ano  | US   | US R&B | US Rap | AUS  | GER  | NLD  | NZ   | SWI  | UK   | Certificações                | Álbum                                |
| ------------------------------------------------------------------------------------ | ---- | ---- | ------ | ------ | ---- | ---- | ---- | ---- | ---- | ---- | ---------------------------- | ------------------------------------ |
| "Scuffin' Those Knees" (como The New Style)                                          | 1989 | —    | —      | —      | —    | —    | —    | —    | —    | —    |                              | Independent Leaders                  |
| "O.P.P."                                                                             | 1991 | 6    | 5      | 1      | 31   | 25   | 20   | 11   | 6    | 35   | - RIAA: 2× Platina           | Naughty by Nature                    |
| "Everything's Gonna Be Alright"                                                      | 1992 | 53   | 12     | 9      | 76   | —    | —    | 13   | —    | —    |                              | Naughty by Nature                    |
| "Uptown Anthem"                                                                      | 1992 | —    | 58     | 27     | —    | —    | —    | —    | —    | —    |                              | Naughty by Nature                    |
| "Hip Hop Hooray"                                                                     | 1993 | 8    | 1      | 3      | 33   | 19   | 21   | 6    | —    | 20   | - RIAA: Platina - RMNZ: Ouro | 19 Naughty III                       |
| "It's On"                                                                            | 1993 | 74   | 43     | —      | 51   | —    | —    | 34   | —    | 48   |                              | 19 Naughty III                       |
| "Written on Ya Kitten"                                                               | 1993 | 93   | 53     | —      | —    | —    | —    | 30   | —    | —    |                              | 19 Naughty III                       |
| "Craziest"                                                                           | 1995 | 51   | 27     | 5      | 54   | —    | —    | 6    | —    | —    |                              | Poverty's Paradise                   |
| "Feel Me Flow"                                                                       | 1995 | 17   | 17     | 3      | 89   | —    | —    | 11   | —    | 23   | - RIAA: Ouro                 | Poverty's Paradise                   |
| "Clap Yo Hands"                                                                      | 1995 | —    | 70     | 33     | 98   | —    | —    | 17   | —    | —    |                              | Poverty's Paradise                   |
| "Mourn You Til I Join You"                                                           | 1997 | 51   | 24     | 2      | 61   | —    | —    | 11   | —    | —    |                              | Ride (trilha-sonora)                 |
| "Dirt All by My Lonely"                                                              | 1999 | —    | —      | —      | —    | —    | —    | —    | —    | —    |                              | Nineteen Naughty Nine: Nature's Fury |
| "Live or Die" (featuring Master P, Mystikal, Silkk the Shocker e Phiness)            | 1999 | —    | 86     | —      | —    | —    | —    | —    | —    | —    |                              | Nineteen Naughty Nine: Nature's Fury |
| "Jamboree" (featuring Zhané)                                                         | 1999 | 10   | 4      | 1      | 74   | —    | —    | 22   | —    | 51   | - RIAA: Ouro                 | Nineteen Naughty Nine: Nature's Fury |
| "Holiday"                                                                            | 1999 | —    | —      | —      | 8    | —    | —    | —    | —    | —    | - ARIA: Platina              | Nineteen Naughty Nine: Nature's Fury |
| "Feels Good (Don't Worry Bout a Thing)" (featuring 3LW)                              | 2002 | 53   | 25     | 14     | 34   | —    | —    | 19   | —    | 44   |                              | IIcons                               |
| "Flags" (featuring Jaheim e Balewa Muhammad)                                         | 2010 | —    | —      | —      | —    | —    | —    | —    | —    | —    |                              | Anthem Inc.                          |
| "Perfect Party" (featuring Joe)                                                      | 2011 | —    | —      | —      | —    | —    | —    | —    | —    | —    |                              | Anthem Inc.                          |
| "—" denota que o disco não entrou nas paradas ou nao foi lançado naquele território. |      |      |        |        |      |      |      |      |      |      |                              |                                      |

## Vídeos
- 1991: "O.P.P"
- 1992: "Everything's Gonna Be Alright"
- 1992: "Uptown Anthem"
- 1993: "Hip Hop Hooray"
- 1993: "It's On"
- 1993: "Written on Ya Kitten"
- 1995: "Craziest"
- 1995: "Feel Me Flow"
- 1995: "Clap Yo Hands"
- 1995: "Chain Remains"
- 1995: "Hang Out and Hustle"
- 1995: "Klickow Klickow"
- 1997: "Mourn You Til I Join You"
- 1998: "Work"
- 1999: "Dirt All By My Lonely"
- 1999: "Live or Die"
- 1999: "Jamboree"
- 1999: "Holiday"
- 1999: "Naughty by Nature" (Megamix)
- 2002: "Feels Good (Don't Worry Bout a Thing)"
- 2010: "I Gotta Lotta"
- 2010: "Heavy in My Chevy"
- 2011: "Flags"
- 2011: "Perfect Party"
- 2011: "Get to Know Me Better" (não lançado)
- 2016: "God Is Us" featuring Queen Latifah

## Ligações Externas
- Discografia de Naughty by Nature no Discogs.com